# Pennville (Indiana)
Pennville è un comune degli Stati Uniti d'America, situato nello Stato dell'Indiana, nella contea di Jay.